# Списък на реките във Вирджиния
Списъкът на реките във Вирджиния включва основните реки, които текат в щата Вирджиния, Съединените американски щати.
Източната част на щата се отводнява в Атлантическия океан. Там реките текат главно на изток и повечето се вливат в Чесапийкския залив. Източният континентален вододел разделя щата и западната част се отводнява в Мексиканския залив.

## По водосборен басейн
Атлантически океан
- Потомак
  - Шенъндоа
    - Норд Форк Шенъндоа
    - Саут Форк Шенъндоа

- Рапаханок
  - Рапидан

- Йорк
  - Матапони
  - Памунки
    - Норд Ана
    - Саут Ана

- Джеймс
  - Апоматокс
  - Ривана
  - Маури
  - Крейг Крийк
  - Джаксън
  - Куапастьор
- Роанок
  - Дан Ривър
  - Смит

- Чоуан
  - Блекуотър
  - Нотоуей
  - Мехерин

Мексикански залив
- Мисисипи
  - Охайо
    - Тенеси
      - Клинч Ривър
        - Поуел

      - Холстън
        - Норд Форк Холстън
        - Мидъл Форк Холстън
        - Саут Форк Холстън

    - Канауа
      - Ню Ривър

## По азбучен ред
- Апоматокс
- Блекуотър
- Дан Ривър
- Джаксън
- Джеймс
- Йорк
- Куапастьор
- Клинч Ривър
- Крейг Крийк
- Матапони
- Маури
- Мехерин
- Норд Ана
- Норд Форк Холстън
- Норд Форк Шенъндоа
- Нотоуей
- Ню Ривър
- Памунки
- Поуел
- Потомак
- Рапаханок
- Рапидан
- Ривана
- Роанок
- Саут Ана
- Саут Форк Холстън
- Саут Форк Шенъндоа
- Сейнт Ана
- Смит
- Чоуан
- Шенъндоа